# Allgäuer Emmentaler
L'allgäuer emmentaler és un formatge típic de muntanya que s'elabora als Alps. És una de les escasses denominacions d'origen de formatges alemanys, protegides a nivell europeu. S'elabora amb llet de vaca.
Es basa en la recepta de l'Emmentaler suís, però és més petit i es cura més ràpidament. La majoria es ven al voltant dels tres mesos de curació. Amb aquest temps és elàstic amb grans ulls, té un color groc daurat i un sabor moderat amb un punt d'avellana.
Aquest formatge només pot produir-se en una àrea molt concreta: els districtes rurals de Lindau (llac Constança), Oberallgäu, Unterallgäu, Ravensburg i Bodensee; a les ciutats de Kaufbeuren, Kempten i Memmingen. Es considera que van ser pastors suïssos els que van portar el secret de la fabricació de l'emmental a aquesta zona de l'Allgäu al voltant de 1821.
Se sol menjar en esmorzars, aperitius, plats de formatges i per a la cuina. A Alemanya s'estenen rodanxes molt fines sobre pa blanc. Normalment es serveix amb te, cafè o cervesa.